# 迪德里克森艺术博物馆
迪德里克森艺术博物馆（瑞典語：Didrichsens konstmuseum）是一座位于芬兰赫尔辛基的艺术博物馆。

## 藏品
博物馆是由玛丽-洛伊瑟和贡纳尔·迪德里克森夫妇创立的。他们起初收集了一些传统的芬兰艺术作品，但后来收集目标转向现代主义风格的作品。博物馆周边院子里放置了一些现代主义风格的雕塑，包括北欧地区收集最多的亨利·摩尔作品以及特以纪念玛丽-洛伊瑟·迪德里克森的埃拉·希尔图宁名为“渐强”（Crescendo）的雕塑。
除此之外，博物馆还收藏了一些亚洲古代文物以及中南美洲艺术品。